# Łysa Góra (Pasmo Magurki Wilkowickiej)
Łysa Góra (653 m) – szczyt w Beskidzie Małym. Znajduje się w Grupie Magurki Wilkowickiej i jest najdalej na zachód wysuniętym wzniesieniem tej grupy i w ogóle całego Beskidu Małego. Jest to wzniesienie dobrze wyodrębnione. Zachodnie stoki opadają ku dolinie Białej, północno-wschodnie potoku Mraźnica, południowo-wschodnie potoku Szkleniec (Skleniec). Głęboka Przełęcz Łysa (570 m) oddziela Łysą Górę od następnego wzniesienia – Rogacza (828 m). Znajduje się w granicach administracyjnych Bielska-Białej, w dzielnicy Mikuszowice Krakowskie. Południowo-zachodnia część Łysej Góry znajduje się w granicach Parku Krajobrazowego Beskidu Małego.
W Polsce jest wiele szczytów o nazwie Łysa Góra. „Łysymi górami” nazywano góry bezleśne. Wbrew swojej nazwie ta Łysa Góra jest porośnięta lasem. Dawniej jednak była bezleśna. Wołosi, którzy w XVI wieku wraz ze swoimi stadami owiec i kóz przybyli tutaj z Bałkanów, poprzez cyrhlenie wytworzyli wielkie pastwiska ciągnące się od Łysej Góry przez Łysą Przełęcz i Rogacz aż po Sokołówkę. Już pod koniec XIX wieku na stokach Łysej Góry zaprzestano jednak wypasu i porosła lasem. Wyżej, na grzbiecie Rogacza i Magurki Wilkowickiej część z hal pasterskich została zamieniona na pola uprawne i powstały na nich zabudowania, część była nadal użytkowana jako pastwiska. Z powodu nieopłacalności ekonomicznej i tutaj jednak w końcu zaprzestano wypasu i dawne hale pasterskie stopniowo zarastają lasem.
Od XVI do XVIII wieku na stokach Łysej Góry były sztolnie, w których wydobywano ubogie rudy żelaza. Wydobycie porzucono z powodu nieopłacalności (wysokie koszty wydobycia i niska jakość rudy).
W dolinie potoku Szkleniec u południowych podnóży Łysej Góry znajduje się krzyż z figurą Chrystusa. Upamiętnia on miejsce, w którym pochowano Polaków walczących ze Szwedami. 8 marca 1655 r. na tzw. mikluszowickich szańcach. Mieszkańcy Żywca i okoliczni chłopi stoczyli z nimi potyczkę. Mając zaledwie 150 ludzi usiłowali zatrzymać liczącą 1100 żołnierzy armię szwedzką dowodzoną przez gen. Jana Weyharda-Wrzesowicza. Tuż przed bitwą z armii tej uciekła do mieszczan grupa polskich szlachciców, którzy wcześniej przyłączyli się do Szwedów. Ci zdołali zabić 13 z nich, bez trudu zdobyli bronione przez Polaków szańce oraz spalili Mikuszowice i Wilkowice. Przerażeni mieszkańcy Żywca oddali Szwedom miasto bez walki.
Przez Łysą Górę biegnie czerwony szlak z Mikuszowic przez Magurkę Wilkowicką, całą południową część Bielska-Białej, Szyndzielnię, Klimczok, Szczyrk aż na Malinowską Skałę.
Szlak turystyczny
 odcinek: Bielsko Biała – Łysa Góra – Przełęcz Łysa – Schronisko PTTK na Magurce Wilkowickiej – Rogacz (828 m) – Wilkowice.